# Two tongue tale
|  | Denne artikel er oprettet af botten PalnaBot ud fra en ekstern database. Den kan derfor have sproglige fejl eller mangler. Denne skabelon kan fjernes efter kontrol af indholdet. |

Two tongue tale er en film instrueret af Performancegruppen Værst.

## Handling
En musikvideo med chokerende konsekvenser af Danmarks interessanteste rockgruppe, SORT SOL. Se hovedløse høns! Se ansigtsgymnastik! Få en lektion i falskhed!